# 풀하우스 TAKE 2
《풀하우스 테이크 2》(또는 《풀하우스 2》)는 2012년 대한민국과 일본이 공동 제작한 텔레비전 드라마다. 2004년 드라마 《풀하우스》의 후속작이며, 2012년 10월 5일 일본에서 처음 방송되었다. 한국에서는 SBS 플러스를 통해 2012년 10월 22일부터 방송되었다.

## 등장 인물
- 황정음 : 장만옥 역 (아역 - 노정의)
- 노민우 : 이태익 역 (아역 - 안도규, 오재무)
- 박기웅 : 원강휘 역 (아역 - 정윤석)
- 유설아 : 진세령 역
- 이승효 : 배고동 역
- 이훈 : 이준 역
- 김병세 : 황범수 역
- 장항선 : 만옥 할아버지 역
- 김도연 : 한가련 역
- 정지아 : 송노라 역
- 허재호 : 소지성 역
- 유태웅 : 태익 아버지 역
- 김예령 : 태익 어머니 역
- 구로다 후쿠미 : 태익 이모 역
- 안용준 : 제이(정철) 역
- 강두 : 한상대 역
- 한여울 : 비서 역
- 송민형 : U엔터 회장 역
- 이신애 : 연예뉴스 리포터 역
- 김태영 : 안과 의사 역
- 오나미 : 코디네이터 역
- 이정희 : 라디오 프로그램 MC 역
- 양한열 : 합기도관 학생 역
- 이영은: 은비 역
- 조재윤 : 중국의 조선족 택시기사 역
- 이정수 : '우리는 라이벌이다' MC 역

## 방송 일시
| 방송 채널  | 방송 시간                                 | 비고   | 방송 기간          |
| ---------- | ----------------------------------------- | ------ | ------------------ |
| TBS        | 금요일 오후 8시 0분 ~ 9시 0분             | 본방송 | 2012년 10월 5일    |
| TBS        | 금요일 오후 7시 0분 ~ 9시 0분             | 본방송 | 2012년 10월 12일 ~ |
| TBS        | 토요일 오전 12시 0분 ~ 2시 0분            | 재방송 | 2012년 10월 20일 ~ |
| TBS        | 토요일 오전 12시 30분 ~ 2시 30분          | 재방송 | 2012년 11월 3일    |
| TBS        | 토요일 오전 12시 20분 ~ 2시 20분          | 재방송 | 2012년 11월 10일   |
| TBS        | 토요일 오전 12시 10분 ~ 2시 0분           | 재방송 | 2012년 11월 17일   |
| SBS 플러스 | 월요일 오후 12시 40분 ~ 1시 20분          | 본방송 | 2012년 10월 22일   |
| SBS 플러스 | 월요일 ~ 목요일 오후 12시 30분 ~ 1시 20분 | 본방송 | 2012년 10월 23일 ~ |
| SBS 플러스 | 월요일 ~ 목요일 오후 5시 0분 ~ 5시 50분   | 재방송 | 2012년 10월 22일 ~ |
| SBS 플러스 | 월요일 ~ 목요일 오후 12시 0분 ~ 12시 30분 | 재방송 | 2012년 10월 23일 ~ |
| SBS 플러스 | 금요일 오전 10시 40분 ~ 오후 1시 20분     | 재방송 | 2012년 10월 26일 ~ |
| SBS 플러스 | 토요일 오후 11시 0분 ~ 오전 1시 40분      | 재방송 | 2012년 10월 27일 ~ |
| SBS 플러스 | 일요일 오후 11시 0분 ~ 오전 1시 40분      | 재방송 | 2012년 10월 28일 ~ |

## 사운드 트랙

### Part.1
| #  | 제목                      | 작사   | 작곡     | 재생 시간 |
| -- | ------------------------- | ------ | -------- | --------- |
| 1. | 〈사랑 첫 느낌〉 (에일리) | 오준성 | Two Tone | 4:37      |

### Part.2
| #  | 제목                      | 작사   | 작곡     | 재생 시간 |
| -- | ------------------------- | ------ | -------- | --------- |
| 1. | 〈My Love〉 (먼데이 키즈) | 오준성 | Two Tone | 3:56      |
| 2. | 〈Baby Cry〉 (TAP)        | 오준성 | Two Tone | 3:40      |
| 3. | 〈Hello Miss〉 (A-Treez)  | 오준성 | Two Tone | 4:25      |

### Part.3
| #  | 제목                                         | 작사   | 작곡     | 재생 시간 |
| -- | -------------------------------------------- | ------ | -------- | --------- |
| 1. | 〈Touch〉 (Take One : 노민우 & 박기웅)       | 오준성 | Two Tone | 3:54      |
| 2. | 〈Sad Touch〉 (노민우)                       | 오준성 | Two Tone | 4:12      |
| 3. | 〈Baby Why〉 (박기웅)                        | 오준성 | Two Tone | 4:16      |
| 4. | 〈Hello Hello〉 (Take Two : 노민우 & 이승효) | 오준성 | Two Tone | 3:49      |

### OST
| #   | 제목                              | 작사   | 작곡     | 재생 시간 |
| --- | --------------------------------- | ------ | -------- | --------- |
| 1.  | 〈사랑 첫 느낌〉 (에일리)         | 오준성 | Two Tone | 4:37      |
| 2.  | 〈My Love〉 (먼데이 키즈)         | 오준성 | Two Tone | 3:56      |
| 3.  | 〈Touch〉 (노민우 & 박기웅)       | 오준성 | Two Tone | 3:54      |
| 4.  | 〈Baby Why〉 (박기웅)             | 오준성 | Two Tone | 4:16      |
| 5.  | 〈Hello Miss〉 (A-Treez)          | 오준성 | Two Tone | 4:25      |
| 6.  | 〈Baby Cry〉 (TAP)                | 오준성 | Two Tone | 3:40      |
| 7.  | 〈Sad Touch〉 (노민우)            | 오준성 | Two Tone | 4:12      |
| 8.  | 〈Hello Hello〉 (노민우 & 이승효) | 오준성 | Two Tone | 3:49      |
| 9.  | 〈Reggae House〉 (오준성)         |        | 오준성   | 1:26      |
| 10. | 〈3rd Street〉 (오준성)           |        | 오준성   | 1:37      |
| 11. | 〈Show Me The Money〉 (오준성)    |        | 오준성   | 1:35      |
| 12. | 〈Moni Step〉 (오준성)            |        | 오준성   | 1:12      |
| 13. | 〈Show ! Show !〉 (오준성)        |        | 오준성   | 1:31      |
| 14. | 〈Moni Lonely Day〉 (오준성)      |        | 오준성   | 1:06      |
| 15. | 〈Lonely Light〉 (오준성)         |        | 오준성   | 1:33      |
| 16. | 〈Just Like〉 (오준성)            |        | 오준성   | 2:01      |
| 17. | 〈Citiyhunter Blues〉 (오준성)    |        | 오준성   | 1:08      |
| 18. | 〈Oh! My Bistake〉 (오준성)       |        | 오준성   | 1:00      |

## 비디오 제품
다음은 일본에서 발매된 DVD와 블루레이 제품 목록이다.
| 이름                           | 제품     | 발매일           | 구성               |
| ------------------------------ | -------- | ---------------- | ------------------ |
| 풀하우스 2 박스세트 1          | DVD      | 2012년 10월 24일 | - 에피소드: 1~8화  |
| 풀하우스 2 박스세트 2          | DVD      | 2012년 11월 9일  | - 에피소드: 9~16화 |
| 풀하우스 2 블루레이 박스세트 1 | 블루레이 | 2012년 10월 24일 | - 에피소드: 1~8화  |
| 풀하우스 2 블루레이 박스세트 2 | 블루레이 | 2012년 11월 9일  | - 에피소드: 9~16화 |